# ひろぎんカードサービス
ひろぎんカードサービス株式会社（Hirogin Card Service Co.,Ltd.）はかつて存在した広島銀行の系列会社であり、ディーシーカードとジェーシービーのフランチャイジーであった。同行の顧客基盤を基に主に広島県内でディーシーカードもしくはJCBカードの発行、加盟店を獲得していた。以前はDCは「ひろぎんディーシーカード」、JCBは「ひろしまジェーシービーカード」と別々の会社だったが、2005年10月1日に後者を合併した。
2023年4月1日付でひろぎん保証株式会社に吸収合併され、解散した。ひろぎん保証株式会社は同日付でひろぎんクレジットサービス株式会社に商号変更している。

## 関連会社
- 広島銀行
- 三菱UFJニコス
- ジェーシービー